# Joseph Martin (spéléologue)
Pour les articles homonymes, voir Joseph Martin et Martin.
Joseph Martin (né le 24 septembre 1883 à Poitiers-mort le 19 août 1952 à Poitiers) est un musicien, archéologue, naturaliste  et spéléologue français.
Il fut le propriétaire et directeur des grottes de la Norée près de Poitiers.
Il désobstrua patiemment sa caverne pour en montrer le développement à ses clients chaque année.
Il mourut des suites infectieuses d'un accident survenu durant cette désobstruction.
Ce spéléologue fut l'un des membres fondateurs de la Société spéléologique de France.

## Biographie
Joseph Martin est né le 24 septembre 1883 à Poitiers. À l'âge de deux ans, il perdit son père qui était établi sellier d'art à côté de Saint-Porchaire, à l'emplacement de l'actuel magasin « Philoque ». L'enfant vécut alors chez ses grands-parents qui habitaient derrière les halles Notre-Dame, au deuxième étage d'une maison portant enseigne « À la Groseille Blanche». Très jeune, il commença à étudier le violon avec le vieux musicien Poitevin Chevalier. Puis, il fait ses études classiques au collège des Frères (aujourd'hui Saint-Stanislas) et passe le baccalauréat de Sciences - Langues avec une dispense d'âge.

Déjà l'archéologie le passionne et il suit parfois le père de La Croix dans ses expéditions de fouilles ou dans ses explorations dans les souterrains de Poitiers. Il pousse plus loin ses études de sciences et prépare les mathématiques supérieures ; à la Faculté des Sciences, il est, en géologie, l'élève du Professeur Welsch.

Parallèlement, pour subvenir à ses besoins et aider sa famille qui vient de subir un malheureux revers de fortune, il travaille à la Mutuelle de Poitiers et donne des leçons de musique. Il brille également dans les exécutions de violon, basson, hautbois, piano, orgue, et à dix-huit ans, il dirige son premier concert symphonique. Ses études lui permettent d'obtenir son diplôme d'Ingénieur des Travaux publics, et un de ses oncles qui est conducteur de travaux le fait venir auprès de lui à Paris pour lui inculquer la pratique de la profession dans les travaux de percement du métropolitain... Joseph Martin ne tarde pas à abandonner cette carrière à laquelle il ne reviendra que plus tard, et se laisse tenter par celle de la musique.

Il part en Europe à la tête de plusieurs orchestres : Milan, Saint-Sébastien l'applaudissent. De 1907 à 1913, à ses passages à Poitiers, il dirige l'orchestre du Théâtre Municipal et les orgues de Notre-Dame. Définitivement stabilisé à Poitiers en 1913, il demeure vers le haut de la rue du Pont-Neuf (actuelle rue Jean-Jaurès). Il achète cette année-là le cottage de la Norée à la veuve du peintre poitevin Aristide Benon.
 En 1914, il est classé dans le service auxiliaire et commence par assister les chirurgiens des hôpitaux militaires. On l'affecte ensuite au Centre Spécial de Réforme de l'Hôpital 17 (lycée de Jeunes Filles). Il est mis en sursis avant la fin de la guerre car les professeurs manquent dans les établissements scolaires : on le voit alors enseigner les Sciences au lycée et à l'Institution des Sourds-Muets. Pendant toute la guerre, il ne cesse d'organiser des concerts au profit des blessés. Au-delà, son activité ne cesse pas et, en 1916 déjà, il dirige l'orchestre du théâtre « Familia » (le futur « Majestic » rasé par le bombardement de 1944). La démobilisation le rend totalement au professorat.

Les vacances scolaires lui permettent de se livrer à des travaux d'archéologie dans la région. En 1926, il est l'objet d'une citation au Congrès des Sociétés savantes. Il revient aux Travaux publics selon le vœu de son vieil oncle, en qualité de conducteur de travaux, et désormais son existence sera partagée entre les chantiers, les loisirs consacrés à cette science naissante qu'est la spéléologie, l'archéologie, les recherches radiesthésiques, sa chère musique et la fouille systématique de la grotte dont le mystère l'attire, dans la paroi rocheuse, sous son cottage de la Norée…

En 1939 - 1940, la mobilisation ne saurait l'affecter mais la Préfecture ne tarde pas à lui confier la lourde responsabilité de la détention du Dépôt Régional des Explosifs à l'usage des travaux publics, et il aura à subir les contrôles fréquents de l'autorité occupante. On lui attribue ensuite la Direction du Dépôt des émulsions du Petit Gazon, et il s'initie avec succès aux nouvelles techniques de revêtements routiers. En 1946, il fait partie du petit groupe qui, réuni autour de Paul Boisnier dans la salle de la Maison du Tourisme, fonde le Spéléo Club Poitevin. En 1949, il est promu officier de l'Instruction publique pour services rendus à l'archéologie. En décembre 1951 lui sont remises les médailles d'honneur de la Fédération des sociétés musicales de l'Ouest, de la Confédération musicale de France, et du Ministère de l’Éducation nationale.

Depuis de longues années, Joseph Martin était membre de plusieurs sociétés savantes, dont la Société des antiquaires de l'Ouest, la Société de botanique de l'Ouest, et, la Société spéléologique de France où il portait le numéro 17. Le sous-sol de Poitiers lui était familier comme lui étaient familiers les sites les plus divers du département où il avait identifié, visité, exploré nombre de vestiges des siècles lointains et la plupart des souterrains et des cavités naturelles. Usé par une existence remplie du labeur écrasant des pionniers du sous-sol, âgé de 69 ans, il devait succomber aux suite de l'amputation de la jambe qu'un bloc d'une tonne lui avait écrasée dans sa chute alors qu'il travaillait à la désobstruction d'une nouvelle galerie des grottes de la Norée.